# Ikaroa-Rāwhiti
Ikaroa-Rāwhiti és una circumscripció electoral de la Cambra de Representants de Nova Zelanda. Elegeix un diputat mitjançant el sistema electoral de representació proporcional mixta i fou creada per a les eleccions de 1999. És una de les circumscripcions electorals maoris. El seu electorat s'estén per l'est de l'illa del Nord, incloent parts de les regions de Gisborne, Hawke's Bay i Wellington.
La circumscripció és representada per Meka Whaitiri del Partit Laborista des de l'elecció parcial d'Ikaroa-Rāwhiti de 2013.

## Història
La circumscripció va ser creada per a les eleccions de 1999, succeint la circumscripció de Te Puku O Te Whenua i Te Tai Rawhiti (1996-1999). El seu primer diputat fou Parekura Horomia del Partit Laborista, qui fou ministre al govern de Helen Clark i morí l'abril de 2013. La seva mort causà una elecció parcial el juny de 2013.
Horomia fou succeït per Meka Whaitiri, també del Partit Laborista, a partir de l'elecció parcial d'Ikaroa-Rāwhiti de 2013. En aquesta elecció parcial el marge de victòria del Partit Laborista es va reduir considerablement degut a la popularitat de Horomia.

## Composició
La circumscripció s'estén per gran part de l'est de l'illa del Nord. Inclou les regions de Gisborne, Hawke's Bay, Manawatu-Wanganui i Wellington. Inclou els municipis de Hastings, Upper Hutt, Napier i Gisborne. Altres localitats inclouen Carterton, Dannevirke, Martinborough, Masterton, Norsewood, Porangahau, Ruatoria, Tolaga Bay, Wainuiomata, Waipukurau i Wairoa.
Ikaroa-Rāwhiti inclou les iwis de Ngāti Porou, Te Aitanga-a-Mahaki, Rongowhakaata, Ngāi Tāmanuhiri i Ngāti Kahungunu.

## Diputats
| Termini | Termini         | Diputat          | Partit    | Notes                                                                |
| ------- | --------------- | ---------------- | --------- | -------------------------------------------------------------------- |
|         | 1999-2013       | Parekura Horomia | Laborista | Ministre de 2000 a 2008; diputat fins a la seva mort l'abril de 2013 |
|         | 2013-actualitat | Meka Whaitiri    | Laborista |                                                                      |

## Eleccions

### Dècada de 2010
|              | Laborista                                     | Meka Whaitiri   | 4.368  | 41,52 | -19,19 |
|              | Mana                                          | Te Hāmua Nikora | 2.607  | 24,78 | +10,50 |
|              | Maori                                         | Na Raihania     | 2.104  | 20,00 | -3,10  |
|              | Verd                                          | Marama Davidson | 1.188  | 11,29 | +11,29 |
|              | Cànnabis                                      | Michael Appleby | 161    | 1,53  | +1,53  |
|              | Independent                                   | Maurice Wairau  | 27     | 0,26  | -1,65  |
|              | Independent                                   | Adam Holland    | 13     | 0,12  | +0,12  |
| Vots nuls    | Vots nuls                                     | Vots nuls       | 51     | 0,48  | -2,09  |
| Participació | Participació                                  | Participació    | 10.519 | 31,80 | -26,96 |
| Majoria      | Majoria                                       | Majoria         | 1.761  | 16,78 | -20,83 |
|              | Circumscripció defensada pel Partit Laborista |                 |        |       |        |

| Eleccions de 2011: Ikaroa-Rāwhiti | Eleccions de 2011: Ikaroa-Rāwhiti             | Eleccions de 2011: Ikaroa-Rāwhiti | Eleccions de 2011: Ikaroa-Rāwhiti | Eleccions de 2011: Ikaroa-Rāwhiti | Eleccions de 2011: Ikaroa-Rāwhiti | Eleccions de 2011: Ikaroa-Rāwhiti | Eleccions de 2011: Ikaroa-Rāwhiti | Eleccions de 2011: Ikaroa-Rāwhiti |
| Partit                            | Partit                                        | Candidat                          | Vots per candidat                 | %                                 | ±%                                | Vots per partit                   | %                                 | ±%                                |
| --------------------------------- | --------------------------------------------- | --------------------------------- | --------------------------------- | --------------------------------- | --------------------------------- | --------------------------------- | --------------------------------- | --------------------------------- |
|                                   | Laborista                                     | Parekura Horomia                  | 10.558                            | 60,71                             | +9,22                             | 9.054                             | 49,58                             | -7,62                             |
|                                   | Maori                                         | Na Raihania                       | 4.017                             | 23,10                             | -19,86                            | 2.736                             | 14,98                             | -11,91                            |
|                                   | Mana                                          | Tawhai McClutchie                 | 2.484                             | 14,28                             | +14,28                            | 1.754                             | 9,60                              | +9,60                             |
|                                   | Independent                                   | Maurice Wairau                    | 332                               | 1,91                              | +1,91                             |                                   |                                   |                                   |
|                                   | Verd                                          |                                   |                                   |                                   |                                   | 1.710                             | 9,36                              | +6,21                             |
|                                   | NZ Primer                                     |                                   |                                   |                                   |                                   | 1.516                             | 8,30                              | +2,93                             |
|                                   | Nacional                                      |                                   |                                   |                                   |                                   | 1.091                             | 5,97                              | +1,12                             |
|                                   | Cànnabis                                      |                                   |                                   |                                   |                                   | 267                               | 1,46                              | +0,47                             |
|                                   | Conservador                                   |                                   |                                   |                                   |                                   | 73                                | 0,40                              | +0,40                             |
|                                   | ACT                                           |                                   |                                   |                                   |                                   | 36                                | 0,20                              | -0,04                             |
|                                   | Unit Futur                                    |                                   |                                   |                                   |                                   | 14                                | 0,08                              | -0,01                             |
|                                   | Libertarianz                                  |                                   |                                   |                                   |                                   | 7                                 | 0,04                              | +0,02                             |
|                                   | Aliança                                       |                                   |                                   |                                   |                                   | 2                                 | 0,01                              | -0,01                             |
|                                   | Democràtic                                    |                                   |                                   |                                   |                                   | 2                                 | 0,01                              | -0,01                             |
| Vots nuls                         | Vots nuls                                     | Vots nuls                         | Vots nuls                         | Vots nuls                         | Vots nuls                         | 470                               | 2,57                              | +1,13                             |
| Participació                      | Participació                                  | Participació                      | Participació                      | Participació                      | Participació                      | 18.262                            | 59                                | -4                                |
| Majoria                           | Majoria                                       | Majoria                           | Majoria                           | Majoria                           | Majoria                           | 6.541                             | 37,61                             | +29,08                            |
|                                   | Circumscripció defensada pel Partit Laborista |                                   |                                   |                                   |                                   |                                   |                                   |                                   |

### Dècada de 2000
| Eleccions de 2008: Ikaroa-Rāwhiti | Eleccions de 2008: Ikaroa-Rāwhiti             | Eleccions de 2008: Ikaroa-Rāwhiti | Eleccions de 2008: Ikaroa-Rāwhiti | Eleccions de 2008: Ikaroa-Rāwhiti | Eleccions de 2008: Ikaroa-Rāwhiti | Eleccions de 2008: Ikaroa-Rāwhiti | Eleccions de 2008: Ikaroa-Rāwhiti | Eleccions de 2008: Ikaroa-Rāwhiti |
| Partit                            | Partit                                        | Candidat                          | Vots per candidat                 | %                                 | ±%                                | Vots per partit                   | %                                 | ±%                                |
| --------------------------------- | --------------------------------------------- | --------------------------------- | --------------------------------- | --------------------------------- | --------------------------------- | --------------------------------- | --------------------------------- | --------------------------------- |
|                                   | Laborista                                     | Parekura Horomia                  | 9.927                             | 51,49                             | -2,26                             | 11.328                            | 57,20                             | -1,08                             |
|                                   | Maori                                         | Derek Fox                         | 8.282                             | 42,96                             | +0,16                             | 5.326                             | 26,89                             | -1,17                             |
|                                   | Laborista                                     | Bevan Tipene                      | 1.070                             | 5,55                              | +5,55                             | 625                               | 3,16                              | +0,43                             |
|                                   | NZ Primer                                     |                                   |                                   |                                   |                                   | 1.064                             | 5,37                              | +0,74                             |
|                                   | Nacional                                      |                                   |                                   |                                   |                                   | 962                               | 4,86                              | +2,13                             |
|                                   | Cànnabis                                      |                                   |                                   |                                   |                                   | 196                               | 0,99                              | +0,18                             |
|                                   | Família                                       |                                   |                                   |                                   |                                   | 77                                | 0,39                              | +0,39                             |
|                                   | Bill i Ben                                    |                                   |                                   |                                   |                                   | 68                                | 0,34                              | +0,34                             |
|                                   | ACT                                           |                                   |                                   |                                   |                                   | 47                                | 0,24                              | +0,06                             |
|                                   | Progressista                                  |                                   |                                   |                                   |                                   | 35                                | 0,18                              | -0,12                             |
|                                   | Kiwi                                          |                                   |                                   |                                   |                                   | 25                                | 0,13                              | +0,13                             |
|                                   | Unit Futur                                    |                                   |                                   |                                   |                                   | 17                                | 0,09                              | -0,29                             |
|                                   | Treballadors                                  |                                   |                                   |                                   |                                   | 16                                | 0,08                              | +0,08                             |
|                                   | Pacífic                                       |                                   |                                   |                                   |                                   | 7                                 | 0,04                              | +0,04                             |
|                                   | Libertarianz                                  |                                   |                                   |                                   |                                   | 4                                 | 0,02                              | +0,01                             |
|                                   | Aliança                                       |                                   |                                   |                                   |                                   | 3                                 | 0,02                              | -0,01                             |
|                                   | Democràtic                                    |                                   |                                   |                                   |                                   | 3                                 | 0,02                              | +0,01                             |
|                                   | República                                     |                                   |                                   |                                   |                                   | 2                                 | 0,01                              | -0,01                             |
| Vots nuls                         | Vots nuls                                     | Vots nuls                         | Vots nuls                         | Vots nuls                         | Vots nuls                         | 284                               | 1,43                              | -0,17                             |
| Participació                      | Participació                                  | Participació                      | Participació                      | Participació                      | Participació                      | 19.805                            | 63                                | -4,4                              |
| Majoria                           | Majoria                                       | Majoria                           | Majoria                           | Majoria                           | Majoria                           | 1,645                             | 8,53                              | -2,39                             |
|                                   | Circumscripció defensada pel Partit Laborista |                                   |                                   |                                   |                                   |                                   |                                   |                                   |

| Eleccions de 2005: Ikaroa-Rāwhiti | Eleccions de 2005: Ikaroa-Rāwhiti             | Eleccions de 2005: Ikaroa-Rāwhiti | Eleccions de 2005: Ikaroa-Rāwhiti | Eleccions de 2005: Ikaroa-Rāwhiti | Eleccions de 2005: Ikaroa-Rāwhiti | Eleccions de 2005: Ikaroa-Rāwhiti | Eleccions de 2005: Ikaroa-Rāwhiti | Eleccions de 2005: Ikaroa-Rāwhiti |
| Partit                            | Partit                                        | Candidat                          | Vots per candidat                 | %                                 | ±%                                | Vots per partit                   | %                                 | ±%                                |
| --------------------------------- | --------------------------------------------- | --------------------------------- | --------------------------------- | --------------------------------- | --------------------------------- | --------------------------------- | --------------------------------- | --------------------------------- |
|                                   | Laborista                                     | Parekura Horomia                  | 9.502                             | 53,75                             | -24,31                            | 10.639                            | 58,28                             | -1,80                             |
|                                   | Maori                                         | Atareta Poananga                  | 7.570                             | 42,80                             | +42,80                            | 5.122                             | 28,06                             | +28,06                            |
|                                   | Destí                                         | Tauha Te Kani                     | 614                               | 3,47                              | +3,47                             | 360                               | 1,97                              | +1,97                             |
|                                   | NZ Primer                                     |                                   |                                   |                                   |                                   | 846                               | 4,63                              | -7,77                             |
|                                   | Nacional                                      |                                   |                                   |                                   |                                   | 499                               | 2,73                              | -0,76                             |
|                                   | Verd                                          |                                   |                                   |                                   |                                   | 443                               | 2,43                              | -6,82                             |
|                                   | Cànnabis                                      |                                   |                                   |                                   |                                   | 147                               | 0,81                              | -2,38                             |
|                                   | Unit Futur                                    |                                   |                                   |                                   |                                   | 70                                | 0,38                              | -1,24                             |
|                                   | Progressista                                  |                                   |                                   |                                   |                                   | 54                                | 0,30                              | -0,99                             |
|                                   | ACT                                           |                                   |                                   |                                   |                                   | 33                                | 0,18                              | -0,55                             |
|                                   | Drets de la Família                           |                                   |                                   |                                   |                                   | 14                                | 0,08                              | +0,08                             |
|                                   | Patrimoni Cristià                             |                                   |                                   |                                   |                                   | 7                                 | 0,04                              | -1,98                             |
|                                   | 99 Diputats                                   |                                   |                                   |                                   |                                   | 5                                 | 0,03                              | +0,03                             |
|                                   | Aliança                                       |                                   |                                   |                                   |                                   | 5                                 | 0,03                              | -1,67                             |
|                                   | Una NZ                                        |                                   |                                   |                                   |                                   | 3                                 | 0,02                              | -0,08                             |
|                                   | República                                     |                                   |                                   |                                   |                                   | 3                                 | 0,02                              | +0,02                             |
|                                   | Democràtic                                    |                                   |                                   |                                   |                                   | 2                                 | 0,01                              | +0,01                             |
|                                   | Libertarianz                                  |                                   |                                   |                                   |                                   | 2                                 | 0,01                              | +0,01                             |
|                                   | Democràcia Directa                            |                                   |                                   |                                   |                                   | 1                                 | 0,01                              | +0,01                             |
| Vots nuls                         | Vots nuls                                     | Vots nuls                         | Vots nuls                         | Vots nuls                         | Vots nuls                         | 240                               | 1,60                              | +0,38                             |
| Participació                      | Participació                                  | Participació                      | Participació                      | Participació                      | Participació                      | 14.954                            | 67,4                              | +10,2                             |
| Majoria                           | Majoria                                       | Majoria                           | Majoria                           | Majoria                           | Majoria                           | 1.932                             | 10,92                             | -61,33                            |
|                                   | Circumscripció defensada pel Partit Laborista |                                   |                                   |                                   |                                   |                                   |                                   |                                   |

| Eleccions de 2002: Ikaroa-Rāwhiti | Eleccions de 2002: Ikaroa-Rāwhiti             | Eleccions de 2002: Ikaroa-Rāwhiti | Eleccions de 2002: Ikaroa-Rāwhiti | Eleccions de 2002: Ikaroa-Rāwhiti | Eleccions de 2002: Ikaroa-Rāwhiti | Eleccions de 2002: Ikaroa-Rāwhiti | Eleccions de 2002: Ikaroa-Rāwhiti | Eleccions de 2002: Ikaroa-Rāwhiti |
| Partit                            | Partit                                        | Candidat                          | Vots per candidat                 | %                                 | ±%                                | Vots per partit                   | %                                 | ±%                                |
| --------------------------------- | --------------------------------------------- | --------------------------------- | --------------------------------- | --------------------------------- | --------------------------------- | --------------------------------- | --------------------------------- | --------------------------------- |
|                                   | Laborista                                     | Parekura Horomia                  | 11.192                            | 78,06                             | +37,07                            | 8.875                             | 60,08                             | +1,05                             |
|                                   | Mana Maori                                    | Glenis Philip-Barbara             | 833                               | 5,81                              | +5,81                             | 511                               | 3,46                              | +3,46                             |
|                                   | Nacional                                      | Alan Delamere                     | 672                               | 4,69                              | +2,62                             | 515                               | 3,49                              | -0,96                             |
|                                   | Aliança                                       | John Tibble                       | 570                               | 3,98                              | -1,29                             | 251                               | 1,70                              | -5,01                             |
|                                   | Patrimoni Cristià                             | Wiremu Edwards                    | 563                               | 3,93                              | +2,84                             | 298                               | 2,02                              | +2,01                             |
|                                   | Progressista                                  | Toni Jowsey                       | 183                               | 1,28                              | +1,28                             | 190                               | 1,29                              | +1,29                             |
|                                   | Nga Iwi Morehu                                | Donna Plumridge                   | 178                               | 1,24                              | +1,24                             |                                   |                                   |                                   |
|                                   | Ngia Tatou                                    | Jack Mei                          | 147                               | 1,03                              | +1,03                             |                                   |                                   |                                   |
|                                   | NZ Primer                                     |                                   |                                   |                                   |                                   | 1.832                             | 12,40                             | +0,42                             |
|                                   | Verd                                          |                                   |                                   |                                   |                                   | 1.366                             | 9,25                              | +5,26                             |
|                                   | Cànnabis                                      |                                   |                                   |                                   |                                   | 471                               | 3,19                              | -0,61                             |
|                                   | Unit Futur                                    |                                   |                                   |                                   |                                   | 240                               | 1,62                              | +1,57                             |
|                                   | ACT                                           |                                   |                                   |                                   |                                   | 108                               | 0,73                              | +0,19                             |
|                                   | Recreació                                     |                                   |                                   |                                   |                                   | 97                                | 0,66                              | +0,66                             |
|                                   | Una NZ                                        |                                   |                                   |                                   |                                   | 15                                | 0,10                              | +0,10                             |
|                                   | NMP                                           |                                   |                                   |                                   |                                   | 3                                 | 0,02                              | +0,02                             |
| Vots nuls                         | Vots nuls                                     | Vots nuls                         | Vots nuls                         | Vots nuls                         | Vots nuls                         | 182                               | 1,22                              | -0,86                             |
| Participació                      | Participació                                  | Participació                      | Participació                      | Participació                      | Participació                      | 14.954                            | 57,2                              |                                   |
| Majoria                           | Majoria                                       | Majoria                           | Majoria                           | Majoria                           | Majoria                           | 10.349                            | 70,18                             | +66,49                            |
|                                   | Circumscripció defensada pel Partit Laborista |                                   |                                   |                                   |                                   |                                   |                                   |                                   |

### Dècada de 1990
| Eleccions de 1999: Ikaroa-Rāwhiti | Eleccions de 1999: Ikaroa-Rāwhiti            | Eleccions de 1999: Ikaroa-Rāwhiti | Eleccions de 1999: Ikaroa-Rāwhiti | Eleccions de 1999: Ikaroa-Rāwhiti | Eleccions de 1999: Ikaroa-Rāwhiti | Eleccions de 1999: Ikaroa-Rāwhiti | Eleccions de 1999: Ikaroa-Rāwhiti | Eleccions de 1999: Ikaroa-Rāwhiti |
| Partit                            | Partit                                       | Candidat                          | Vots per candidat                 | %                                 | ±%                                | Vots per partit                   | %                                 | ±%                                |
| --------------------------------- | -------------------------------------------- | --------------------------------- | --------------------------------- | --------------------------------- | --------------------------------- | --------------------------------- | --------------------------------- | --------------------------------- |
|                                   | Laborista                                    | Parekura Horomia                  | 7.442                             | 40,99                             |                                   | 10.763                            | 59,03                             |                                   |
|                                   | Independent                                  | Derek Fox                         | 6.747                             | 37,16                             |                                   |                                   |                                   |                                   |
|                                   | Nova Zelanda Primer                          | Wiremu Gudgeon                    | 1.084                             | 5,97                              |                                   | 2.185                             | 11,98                             |                                   |
|                                   | Aliança                                      | Des Ratima                        | 957                               | 5,27                              |                                   | 1.223                             | 6,71                              |                                   |
|                                   | Mauri Pacific                                | Rana Waitai                       | 590                               | 3,25                              |                                   | 369                               | 2,02                              |                                   |
|                                   | Nacional                                     | Dale Stephens                     | 376                               | 2,07                              |                                   | 2.185                             | 11,98                             |                                   |
|                                   | Futur                                        | Tiwha Blake                       | 235                               | 1,29                              |                                   | 170                               | 0,93                              |                                   |
|                                   | Patrimoni Cristià                            | Peter Amor                        | 207                               | 1,14                              |                                   | 231                               | 1,27                              |                                   |
|                                   | Moviment per a la Llibertat                  | Jennifer Waitai-Rapana            | 175                               | 0,96                              |                                   | 60                                | 0,33                              |                                   |
|                                   | ACT                                          | Vicky Robin                       | 139                               | 0,77                              |                                   | 99                                | 0,54                              |                                   |
|                                   | Mana Wahine                                  | Beverly Nicholson                 | 86                                | 0,47                              |                                   |                                   |                                   |                                   |
|                                   | Llei Natural                                 | Tim Irwin                         | 66                                | 0,36                              |                                   | 28                                | 0,15                              |                                   |
|                                   | Ngia Tatou                                   | Te Aroha Mei                      | 51                                | 0,28                              |                                   |                                   |                                   |                                   |
|                                   | Mana Maori                                   |                                   |                                   |                                   |                                   | 750                               | 4,11                              |                                   |
|                                   | Verd                                         |                                   |                                   |                                   |                                   | 727                               | 3,99                              |                                   |
|                                   | Cànnabis                                     |                                   |                                   |                                   |                                   | 716                               | 3,93                              |                                   |
|                                   | Animals Primer                               |                                   |                                   |                                   |                                   | 28                                | 0,15                              |                                   |
|                                   | Una NZ                                       |                                   |                                   |                                   |                                   | 23                                | 0,13                              |                                   |
|                                   | Opció Popular                                |                                   |                                   |                                   |                                   | 14                                | 0,08                              |                                   |
|                                   | McGillicuddy                                 |                                   |                                   |                                   |                                   | 13                                | 0,07                              |                                   |
|                                   | NZ Unit                                      |                                   |                                   |                                   |                                   | 9                                 | 0,05                              |                                   |
|                                   | Libertarianz                                 |                                   |                                   |                                   |                                   | 8                                 | 0,04                              |                                   |
|                                   | NMP                                          |                                   |                                   |                                   |                                   | 3                                 | 0,02                              |                                   |
|                                   | Illa del Sud                                 |                                   |                                   |                                   |                                   | 1                                 | 0,01                              |                                   |
|                                   | República                                    |                                   |                                   |                                   |                                   | 1                                 | 0,01                              |                                   |
| Vots nuls                         | Vots nuls                                    | Vots nuls                         | Vots nuls                         | Vots nuls                         | Vots nuls                         |                                   | 2,08                              |                                   |
| Participació                      | Participació                                 | Participació                      | Participació                      | Participació                      | Participació                      | 18.233                            |                                   |                                   |
| Majoria                           | Majoria                                      | Majoria                           | Majoria                           | Majoria                           | Majoria                           | 695                               | 3,81                              |                                   |
|                                   | Circumscripció guanyada pel Partit Laborista |                                   |                                   |                                   |                                   |                                   |                                   |                                   |

## Circumscripcions properes
|  |  |  |
|  |  |  |
|  |  |  |